# Ponte Sisto
A Ponte Sisto é uma ponte sobre o rio Tibre em Roma, com 105 m de comprimento e 20 m de largura. Foi construída em 1479.

## Primeira placa
Original em latim:
XYSTVS IIII PONT MAX
AD VTILITATEM P RO PEREGRINAEQVE MVLTI
TVDINIS AD JVBILAEVM VENTVRAE PONTEM
HVNC QVEM MERITO RVPTVM VOCABANT A FVN
DAMENTIS MAGNA CVRA ET IMPENSA RESTI
TVIT XYSTVMQVE SVO DE NOMINE APPELLARI VOLVIT

## Segunda placa
Original em latim:
MCCCCLXXV
QVI TRANSIS XYST QVARTI BENEFICIO
DEVM ROGA VT PONTEFICEM OPTIMVM MAXI
MVM DIV NOBIS SALVET AC SOSPITET BENE
VALE QVISQVIS ES VBI HAEC PRECATVS
FVERIS